# جاكلين كيلي
جاكلين كيلي (بالإنجليزية: Jacquelyn Kelley)‏ هي لاعبة كرة قاعدة أمريكية، ولدت في 11 نوفمبر 1926 في لانسنغ في الولايات المتحدة، وتوفي بنفس المكان في 12 مايو 1988 بسبب سرطان الرئة.